# Tecatia sinaloensis
Tecatia sinaloensis is een mosdiertjessoort uit de familie van de Pasytheidae. De wetenschappelijke naam van de soort is voor het eerst geldig gepubliceerd in 1980 door Morris.